# Sleeping Dogs (trò chơi điện tử)
Sleeping Dogs là một video game phiêu lưu hành động được phát triển bởi United Front Games và được phát hành bởi Square Enix. Ban đầu được phát hành cho PlayStation 3, Xbox 360 và Windows, và sau đó là phiên bản được làm lại có tên Definitive Edition, được phát hành cho PlayStation 4, Xbox One và Windows. Lấy bối cảnh ở Hồng Kông đương đại, câu chuyện kể về Thẩm Vĩ (Wei Shen), một sĩ quan cảnh sát người Mỹ gốc Hồng Kông đang được giao nhiệm vụ thâm nhập vào tổ chức Tân An Nghĩa (Sun On Yee). Lối chơi tập trung vào khả năng chiến đấu, bắn súng và parkour của Thẩm và vào các tiện ích có thể được sử dụng để chiến đấu và thám hiểm. Người chơi phải hoàn thành các nhiệm vụ để mở khóa nội dung và tiếp tục câu chuyện, nhưng thay vào đó họ có thể tự do đi lang thang trong môi trường thế giới mở của trò chơi và tham gia vào cả hoạt động pháp lý và tội phạm. Ngoài ra có thể bị cảnh sát đuổi theo, cường độ được điều khiển bởi "độ khủng bố" (heat level ở góc trái bên dưới màn hình). Các hành động bao gồm chiến đấu, lái xe và đua xe trao phần thưởng thống kê Shen và kiếm được thành tích của người chơi.
Sự phát triển khó khăn và kéo dài của "Cớm chìm" bắt đầu vào năm 2008. Trò chơi được công bố vào năm 2009 như là một phần của loạt True Crime nhưng đã bị Activision Blizzard hủy bỏ vào năm 2011, do sự chậm trễ của dự án và các vấn đề ngân sách. Sáu tháng sau, Square Enix đã mua bản quyền phát hành và đổi tên trò chơi thành Sleeping Dogs. Tuy không có giấy phép của True Crime, nhưng nó vẫn được coi là một sản phẩm tinh thần kế thừa từ loạt game này. Trong quá trình phát triển, nhân viên của United Front Games đã đến thăm Hồng Kông để tiến hành nghiên cứu thực địa cho môi trường thị giác và âm thanh.
Sau khi phát hành vào năm 2012, trò chơi đã nhận được những đánh giá tích cực về khả năng chiến đấu, lồng tiếng, hệ thống trải nghiệm và miêu tả thành phố; nhưng đồ họa, camera và hoạt hình của nó đã bị chỉ trích. Trong vòng một năm, trò chơi đã bán được hơn 1,5 triệu bản. Trang phục, nhiệm vụ và tiện ích bổ sung mới, cũng như ba gói mở rộng đã được phát hành dưới dạng nội dung có thể tải xuống sau sáu tháng khi trò chơi được ra mắt. Một phiên bản được làm lại, phụ đề Definitive Edition, được phát hành vào tháng 10 năm 2014 cho PlayStation 4, Xbox One và Windows. Nó có tính năng cải thiện lối chơi, phần cài đặt và chất lượng nghe nhìn dựa trên phản hồi của cộng đồng. Phiên bản OS X của Definitive Edition được phát hành vào ngày 31 tháng 3 năm 2016 bởi Feral Interactive.
Thành công của trò chơi đã tạo ra một trò chơi nhiều người chơi có tên là Triad Wars, đã bị hủy bỏ vào năm 2015. Năm 2017, một bộ phim hành động trực tiếp cũng đã được công bố, với Chân Tử Đan đóng vai chính là Shen.